# Облешево
Облешево (мак. Облешево) — село у Північній Македонії, яке входить до общини Чешиново-Облешево, що в Східному регіоні країни.
Громада складається з 1131 осіб (перепис 2002): 1129 македонців і 2 сербів. Село розкинулося в низинній місцевості (середні висоти — 287 метрів), яку македонці називають Кочанською низовиною.